# Riorges
Riorges és un municipi francès situat al departament del Loira i a la regió d'Alvèrnia-Roine-Alps. L'any 2007 tenia 10.333 habitants.

## Demografia

### Població
El 2007 la població de fet de Riorges era de 10.333 persones. Hi havia 4.551 famílies de les quals 1.444 eren unipersonals (523 homes vivint sols i 921 dones vivint soles), 1.590 parelles sense fills, 1.209 parelles amb fills i 308 famílies monoparentals amb fills.
La població ha evolucionat segons el següent gràfic:
Habitants censats

### Habitatges
El 2007 hi havia 4.938 habitatges, 4.632 eren l'habitatge principal de la família, 36 eren segones residències i 270 estaven desocupats. 3.410 eren cases i 1.519 eren apartaments. Dels 4.632 habitatges principals, 3.215 estaven ocupats pels seus propietaris, 1.341 estaven llogats i ocupats pels llogaters i 76 estaven cedits a títol gratuït; 69 tenien una cambra, 333 en tenien dues, 1.042 en tenien tres, 1.457 en tenien quatre i 1.731 en tenien cinc o més. 3.809 habitatges disposaven pel capbaix d'una plaça de pàrquing. A 2.321 habitatges hi havia un automòbil i a 1.815 n'hi havia dos o més.

### Piràmide de població
La piràmide de població per edats i sexe el 2009 era:
| Homes | Edats   | Dones |
| ----- | ------- | ----- |
| 4     | 95 o +  | 14    |
| 10    | 90 a 94 | 26    |
| 62    | 85 a 89 | 136   |
| 100   | 80 a 84 | 118   |
| 267   | 75 a 79 | 312   |
| 229   | 70 a 74 | 326   |
| 306   | 65 a 69 | 376   |
| 296   | 60 a 64 | 327   |
| 240   | 55 a 59 | 266   |
| 398   | 50 a 54 | 374   |
| 332   | 45 a 49 | 369   |
| 302   | 40 a 44 | 363   |
| 384   | 35 a 39 | 390   |
| 284   | 30 a 34 | 290   |
| 291   | 25 a 29 | 245   |
| 240   | 20 a 24 | 164   |
| 303   | 15 a 19 | 306   |
| 347   | 10 a 14 | 273   |
| 238   | 5 a 9   | 300   |
| 228   | 0 a 4   | 196   |

## Economia
El 2007 la població en edat de treballar era de 6.142 persones, 4.130 eren actives i 2.012 eren inactives. De les 4.130 persones actives 3.768 estaven ocupades (1.939 homes i 1.829 dones) i 361 estaven aturades (157 homes i 204 dones). De les 2.012 persones inactives 917 estaven jubilades, 593 estaven estudiant i 502 estaven classificades com a «altres inactius».

### Ingressos
El 2009 a Riorges hi havia 4.770 unitats fiscals que integraven 10.769 persones, la mediana anual d'ingressos fiscals per persona era de 18.412 €.

### Activitats econòmiques
Dels 440 establiments que hi havia el 2007, 2 eren d'empreses extractives, 8 d'empreses alimentàries, 3 d'empreses de fabricació de material elèctric, 63 d'empreses de fabricació d'altres productes industrials, 46 d'empreses de construcció, 107 d'empreses de comerç i reparació d'automòbils, 21 d'empreses de transport, 22 d'empreses d'hostatgeria i restauració, 9 d'empreses d'informació i comunicació, 29 d'empreses financeres, 16 d'empreses immobiliàries, 46 d'empreses de serveis, 37 d'entitats de l'administració pública i 31 d'empreses classificades com a «altres activitats de serveis».
Dels 96 establiments de servei als particulars que hi havia el 2009, 1 era una oficina del servei públic d'ocupació, 1 oficina de correu, 3 oficines bancàries, 18 tallers de reparació d'automòbils i de material agrícola, 2 tallers d'inspecció tècnica de vehicles, 5 paletes, 9 guixaires pintors, 4 fusteries, 4 lampisteries, 11 electricistes, 5 empreses de construcció, 10 perruqueries, 1 veterinari, 13 restaurants, 4 agències immobiliàries, 1 tintoreria i 4 salons de bellesa.
Dels 30 establiments comercials que hi havia el 2009, 1 era un hipermercat, 2 supermercats, 1 una botiga de menys de 120 m², 6 fleques, 4 carnisseries, 1 una botiga de congelats, 1 una peixateria, 1 una llibreria, 6 botigues de roba, 1 una sabateria, 1 una botiga d'electrodomèstics, 1 una botiga de mobles, 1 un drogueria, 1 una perfumeria, 1 una joieria i 1 una floristeria.
L'any 2000 a Riorges hi havia 10 explotacions agrícoles que ocupaven un total de 234 hectàrees.

## Equipaments sanitaris i escolars
El 2009 hi havia 4 farmàcies i 1 ambulància.
El 2009 hi havia 3 escoles maternals i 4 escoles elementals. Riorges disposava d'un col·legi d'educació secundària amb 580 alumnes.

## Poblacions més properes
El següent diagrama mostra les poblacions més properes.